# Liberazione
Liberazione, Giornale comunista (Libération, journal communiste en italien) était un quotidien italien, organe officiel du Parti de la refondation communiste.
Fondé comme hebdomadaire en octobre 1991, il est devenu un quotidien le 8 avril 1995 (sauf le lundi en kiosque).
Au 1er janvier 2012, la diffusion papier est interrompue, il ne reste que la version Internet, qui elle-même cesse de paraitre rapidement.
Le titre est relancé en janvier 2013 sur Internet uniquement. Depuis le 18 mai 2013, Romina Velchi assure les fonctions de directeur.
En mars 2014, la direction du PRC annonce la fermeture du journal.